# 金範洙 (企業家)
金範洙（韓語：김범수，1966年3月8日—）是大韓民國企業家、億萬富豪，網際網路公司Kakao的創辦人兼會長。

## 早期生活與教育
金範洙在首爾最貧窮的街區之一長大，是家裡五個孩子中的老三。父母外出工作時，他由祖母在一室一廳的公寓裡照顧。他的父親是製筆廠工，母親則是只有小學教育程度的飯店女服務員。
他擁有首爾大學的工程學士學位和碩士學位。

## 事業
金範洙的第一份工作是在三星的IT服務部門擔任線上通信服務的開發人員。
1998年，金範洙用朋友和家人給他的18.4萬美元創辦了Hangame。該公司最初是一家網咖，但後來成為韓國第一個網路遊戲社群網站。2000年，他將該公司與入口網站NAVER合併，之後成為NHN的代表，直至2007年。
金範洙於2005年搬到加州矽谷，並於2006年在山景城創建IWILAB，這是一個位韓國創業者提供的育成中心 。
2010年，金範洙創辦KakaoTalk，而後成為韓國最大且最普及的通訊軟體。
2021年5月，《富比士》估計金範洙的淨資產為112億美元。同年，金範洙簽屬捐贈宣言，承諾將其大部分財產捐獻給慈善事業。

## 個人生活
金範洙已婚並有兩個孩子，目前住在韓國首爾。

## 爭議
2024年7月23日，首爾南部地方法院表示，將對涉嫌違反資本市場法的金範洙發佈拘捕令，認為有理由擔心嫌疑人銷毀證據及潛逃，並計劃查清他是否直接介入操縱股價，將SM娛樂股價抬升以妨礙競爭公司HYBE的公開收購。